# Tiercelet (Meurthe-et-Moselle)
Tiercelet é uma comuna francesa na região administrativa de Grande Leste, no departamento de Meurthe-et-Moselle. Estende-se por uma área de 7,68 km². Em 2010 a comuna tinha 669 habitantes (densidade: 87,1 hab./km²).